# Dangu
Dangu est une commune française située dans le département de l'Eure en région Normandie. Ses habitants sont les Dangerois.

## Géographie

### Localisation
| Chauvincourt-Provemont | Bernouville | Neaufles-Saint-Martin        |
| Noyers                 | Dangu       | Courcelles-lès-Gisors (Oise) |
| Noyers                 | Guerny      | Boury-en-Vexin (Oise)        |

### Géologie et relief
En 1765, Antoine Lavoisier, père de la chimie moderne, signale que le long de la vallée de l'Epte, de Gisors à Dangu, on trouve « une craie appelée craon ou crayon [qui] contient beaucoup d'échinites silicifiées et un grand nombre de cailloux ». Il poursuit en expliquant avoir « examiné avec soin une coupe près de Dangu [...] : le crayon était dans le fond ; les silex y étaient par rognons rangés sur des lignes horizontales ; nous y trouvâmes plusieurs echinites silicifiées. Près Dangu est un autre petit endroit appelé le Noyer, auprès duquel se trouve une tuilerie. La terre qu'on emploie se tire d'une fouille peu profonde ; c'est une glaise noirâtre. On y trouve du bois pourri, de petits cristaux de gypse parallélépipédiques et quelques grains de succin rougeâtres ».
Il est amusant de constater que cette observation de « bois pourri » par Antoine Lavoisier n'était pas anecdotique ; puisqu'en 2000, une « étude systématique du gisement de Dangu, traitant du bois d'angiospermes silicifiés », a été achevée par le Muséum national d'histoire naturelle de Paris.

### Hydrographie
La commune est située dans le bassin Seine-Normandie. Elle est drainée par l'Epte et un autre petit cours d'eau,.
L'Epte, d'une longueur de 113 km, prend sa source dans la commune de Compainville et se jette  dans la Seine à Notre-Dame-de-la-Mer, après avoir traversé 44 communes.

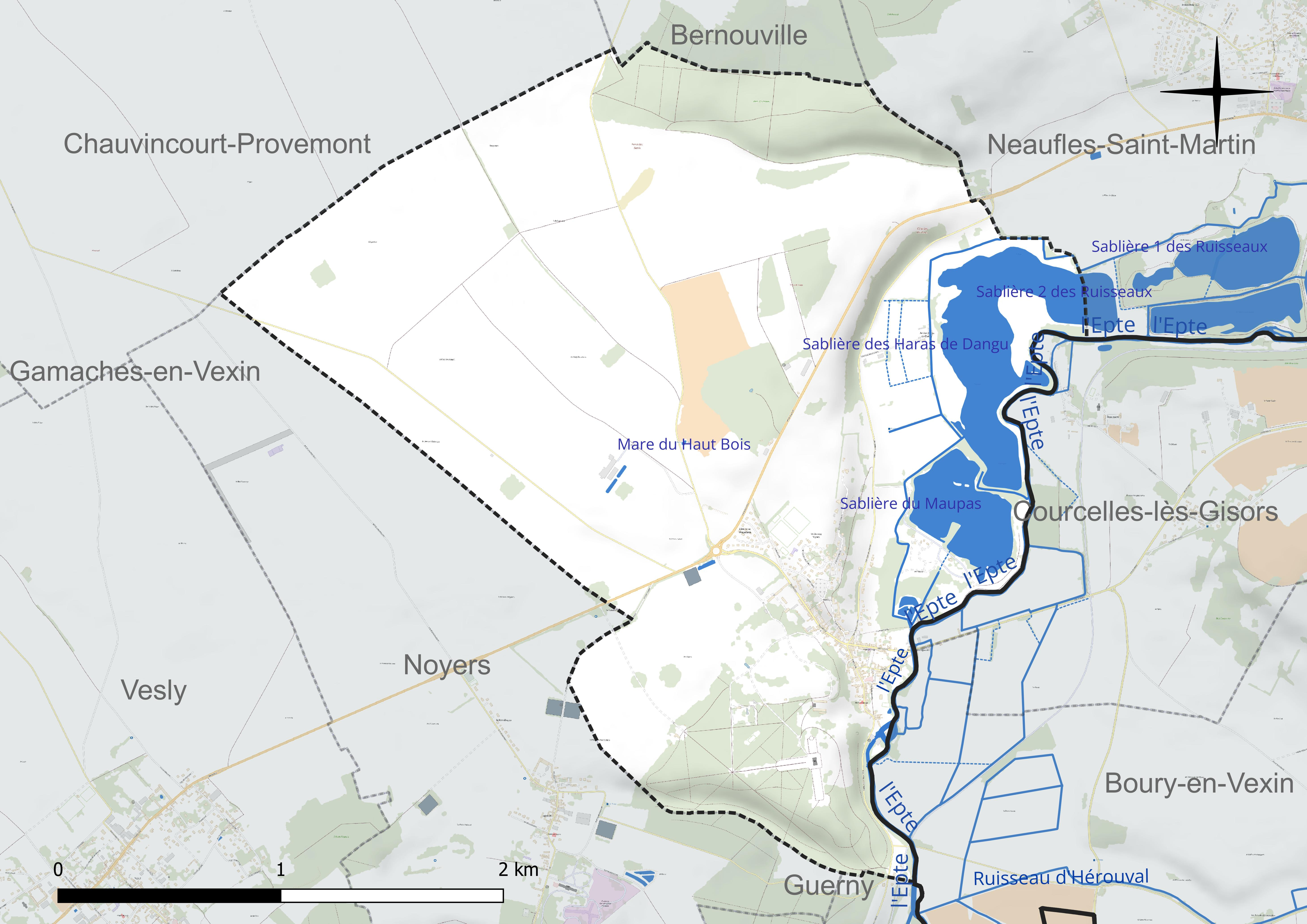
Réseau hydrographique de Dangu.

Trois plans d'eau complètent le réseau hydrographique : la mare du Haut Bois (0 ha), la sablière des Haras de Dangu, d'une superficie totale de 35,7 ha (32,3 ha sur la commune) et la sablière du Maupas (15,6 ha),.

### Climat
Pour des articles plus généraux, voir Climat de la Normandie et Climat de l'Eure.
En 2010, le climat de la commune est de type climat océanique dégradé des plaines du Centre et du Nord, selon une étude du CNRS s'appuyant sur une série de données couvrant la période 1971-2000. En 2020, Météo-France publie une typologie des climats de la France métropolitaine dans laquelle la commune est exposée à un climat océanique et est dans la région climatique  Sud-ouest du bassin Parisien, caractérisée par une faible pluviométrie, notamment au printemps (120 à 150 mm) et un hiver froid (3,5 °C). Parallèlement le GIEC normand, un groupe régional d’experts sur le climat, différencie quant à lui, dans une étude de 2020, trois grands types de climats pour la région Normandie, nuancés à une échelle plus fine par les facteurs géographiques locaux. La commune est, selon ce zonage, exposée à un « climat des plateaux abrités », correspondant aux plaines agricoles de l’Eure, avec une pluviométrie beaucoup plus faible que dans la plaine de Caen en raison du double effet d’abri provoqué par les collines du Bocage normand et par celles qui s’étendent sur un axe du Pays d'Auge au Perche.
Pour la période 1971-2000, la température annuelle moyenne est de 10,8 °C, avec  une amplitude thermique annuelle de 14,4 °C. Le cumul annuel moyen de précipitations est de 696 mm, avec 11,3 jours de précipitations en janvier et 7,6 jours en juillet. Pour la période 1991-2020, la température moyenne annuelle observée sur la station météorologique la plus proche, située sur la commune d'Étrépagny à 9 km à vol d'oiseau, est de 11,3 °C et le cumul annuel moyen de précipitations est de 774,0 mm,. Pour l'avenir, les paramètres climatiques de la commune estimés pour 2050 selon différents scénarios d’émission de gaz à effet de serre sont consultables sur un site dédié publié par Météo-France en novembre 2022.

## Urbanisme

### Typologie
Au 1er janvier 2024, Dangu est catégorisée commune rurale à habitat dispersé, selon la nouvelle grille communale de densité à 7 niveaux définie par l'Insee en 2022.
Elle est située hors unité urbaine. Par ailleurs la commune fait partie de l'aire d'attraction de Paris, dont elle est une commune de la couronne,. 

### Occupation des sols
L'occupation des sols de la commune, telle qu'elle ressort de la base de données européenne d’occupation biophysique des sols Corine Land Cover (CLC), est marquée par l'importance des territoires agricoles (71,2 % en 2018), en diminution par rapport à 1990 (72,6 %). La répartition détaillée en 2018 est la suivante : 
terres arables (59,3 %), eaux continentales (8,6 %), espaces verts artificialisés, non agricoles (8,4 %), prairies (7,3 %), forêts (6,4 %), zones urbanisées (5,4 %), zones agricoles hétérogènes (4,5 %). L'évolution de l’occupation des sols de la commune et de ses infrastructures peut être observée sur les différentes représentations cartographiques du territoire : la carte de Cassini (XVIIIe siècle), la carte d'état-major (1820-1866) et les cartes ou photos aériennes de l'IGN pour la période actuelle (1950 à aujourd'hui).

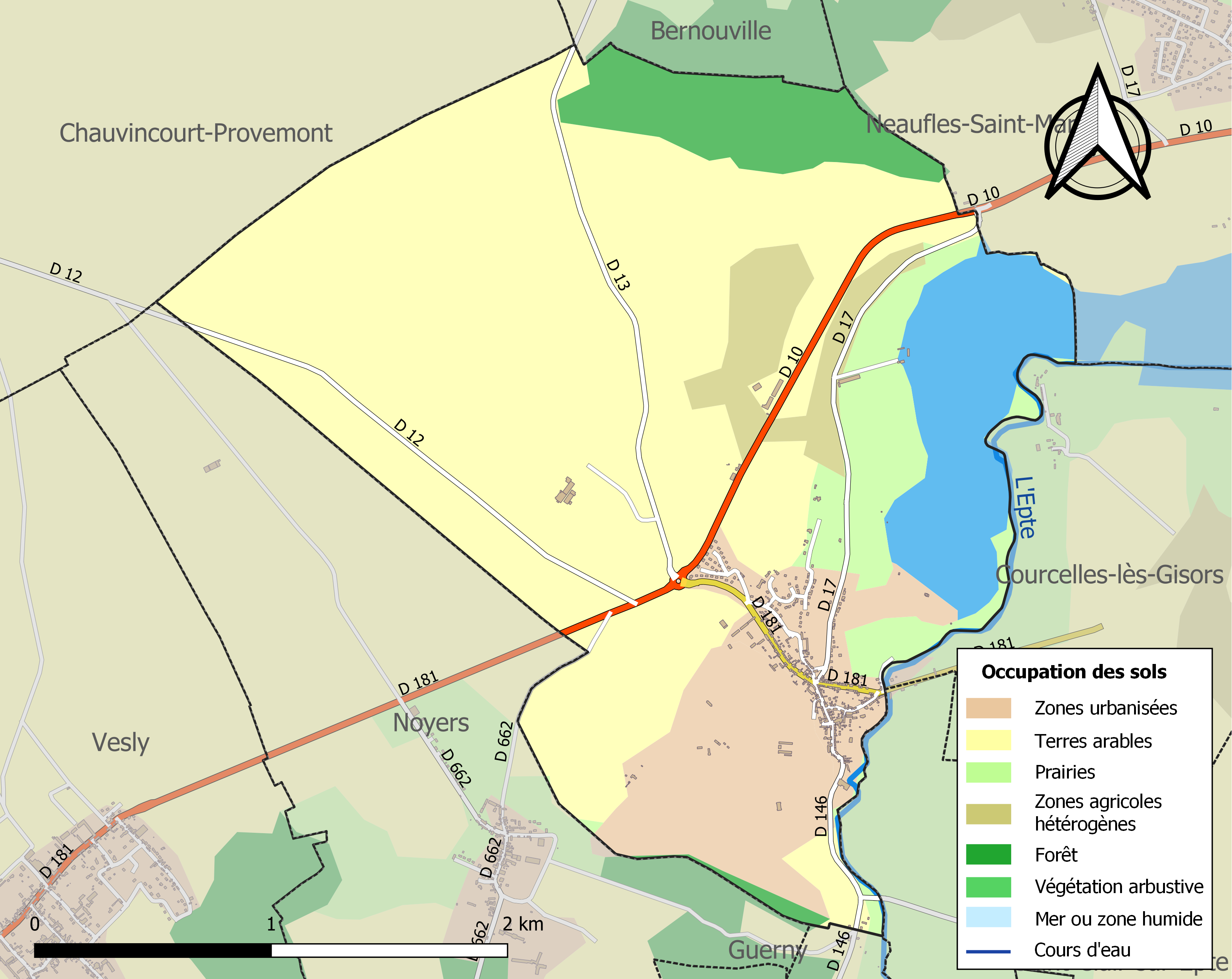
Carte des infrastructures et de l'occupation des sols de la commune en 2018 (CLC).

## Toponymie
Le nom de la localité est attesté sous les formes Dangut au XIe siècle (Hist. de la translat. de sainte Honorine), Dangud en 1141 (charte de Hugues, archives de Rouen), Dangutium en 1150 (Hist. de France, t. XII, p. 187), Dangueul en 1384, Dangeul en 1418 (mémor. de la Chambre des comptes).
Albert Dauzat et Charles Rostaing qui se basent sur les noms du type Dampsmesnil (Dom maisnil en 1051 - 1066), Dangeau (Donjolium vers 1040) ou Danjoutin (Dampnum Justinum en 1317) considèrent qu'il s'agit d'un nom basé sur dominus « saint » ou « maître, seigneur » suivi d'un anthroponyme obscur.
François de Beaurepaire quant à lui propose *dunum acutum, composé de l'élément gaulois dunum  « hauteur, agglomération », puis « forteresse sur une hauteur », suivi du latin acutum « aigu ». Il s'agirait d'une forme préromane des types toponymiques Montaigu. Ce terme correspond bien à la localisation de Dangu au pied d'un coteau dominant la vallée de l'Epte.

## Historique

### Xesiècle
« Le premier château de Dangu [en bois sur motte castrale] est probablement édifié au Xe siècle ».

### XIesiècle
- « En 1077, Guillaume Crespin, baron de Dangu, veuf d'Eve l'Aiguillon, épouse Agnès de Trie, veuve de Guillaume Martel de Bacqueville ; c'est la première fois qu'il est question dans l'histoire des seigneurs de Dangu. (Nobiliaire du Beauvaisis)»[20].
- 1087 - Guillaume le Conquérant, à sa mort le 9 septembre 1087, attribue le duché de Normandie à son fils aîné, Robert II, dit Courteheuse, et le royaume d'Angleterre à son fils cadet, Guillaume II, dit le Roux. Quant au plus jeune des enfants mâles, Henri Ier Beauclerc, sa part consistait en une forte somme d'argent.
- 1092 - Robert Courteheuse est théoriquement duc de toute la Normandie. Mais dès la mort de Guillaume le Conquérant en 1087, nombre des principaux barons normands prennent le contrôle des châteaux en expulsant leurs garnisons ducales. Dans ce contexte troublé de guerres privées et de désordre (« La province tombait en dissolution, les brigands parcouraient en troupes les bourgs comme les campagnes, et des bandes de voleurs se livraient à toute sorte d'excès contre le peuple désarmé »[21]) ; Guillaume d'Évreux s'empare du château de Dangu en 1092[19] (première mention historique du château).
- 1088 à 1096 - Des guerres intestines opposent les partisans de Robert Courteheuse et de Guillaume le Roux. Les seigneurs incitent chacun des deux frères à s'emparer du domaine de l'autre. En 1096, le légat du pape parvient à établir un accord entre les deux frères. Robert Courteheuse confie la garde du duché à Guillaume le Roux qui, en échange, lui offre 10 000 marcs d'argent, cette somme servant à financer le départ du duc à la croisade. En effet, l'année précédente, le pape Urbain II a lancé un appel aux évêques et aux chevaliers pour qu'ils partent libérer la Terre sainte des Musulmans et Robert Courteheuse y a répondu favorablement.

Guillaume le Roux reprend possession d'une partie des châteaux du Vexin, dont celui de Neaufles et de Dangu qu'il fait fortifier. En 1097, il fait construire la forteresse de Gisors par Robert II de Bellême, qui dirige alors les opérations militaires (et avait été pardonné d'avoir participé, en 1088, au complot visant à renverser Guillaume le Roux au profit de Robert Courteheuse). « Les historiens du temps appellent [alors] les châteaux de Neaufles et de Dangu "Gisortii appenditiia castella" ».
Guillaume le Roux, accompagné de son frère Henri Ier Beauclerc, attaque le domaine royal de Philippe Ier de France mais échoue au cours de trois campagnes successives dans Vexin face à Louis VI, dit le Gros, fils du roi de France. Ainsi, par exemple, Guillaume d'Évreux mène en 1097 une campagne contre le roi Philippe Ier de France dans le Vexin.
Après la prise de Jérusalem (8 juillet 1099), Robert Courteheuse revient en Normandie. Le duc de Normandie récupère son duché sans opposition, mais il arrive toutefois quelques semaines trop tard. Guillaume le Roux est mort un mois auparavant (tué d’une flèche en plein cœur lors d’une chasse en forêt… accident ou complot ?) et leur frère Henri Ier Beauclerc en a profité pour s'emparer de la couronne d'Angleterre (1100).

### XIIesiècle
- « Le château [de Dangu] se composait au XIIe siècle d’un donjon et d’une double enceinte ; la seconde, circulaire, entourant le donjon, formée de hautes et épaisses murailles flanquées de tours et protégée par un fossé ; la première, moins forte, ayant la forme d’un arc de cercle, dont les extrémités venaient s’appuyer au sud-ouest sur la seconde. Deux portes donnaient accès de l’extérieur dans la première ; l’une, du côté du village, regardait l’église Saint-Jean ; l’autre lui étant opposée, regardait l’occident et donnait sur la campagne. Cette enceinte renfermait les bâtiments d’habitation et les magasins. De cette enceinte, on parvenait à la seconde, qui la dominait, en traversant un fossé sur un pont-levis, et en pénétrant par une porte pratiquée dans une grosse tour carrée ; on se trouvait alors dans la cour ou place d’armes du château. Les bâtiments d’habitation s’appuyaient sur la muraille circulaire qui la protégeait au milieu, et sur une éminence artificielle ou motte s’élevait le donjon, dont la masse imposante dominait les deux enceintes, les autres bâtiments, le village et toute la campagne voisine. De sa plate-forme, on apercevait les murs fortifiés de Gisors et son château, les tours de Neaufles, de Bouri, de Courcelles et de Gamaches.»[19].
- En 1101, Robert Courteheuse accepte de reconnaître Henri comme le roi d'Angleterre et reçoit en contrepartie une rente annuelle et la cession des terres normandes. Mais Robert Courteheuse perd rapidement le contrôle d'une partie de son duché. En 1106, à la bataille de Tinchebray, Henri Ier d'Angleterre remporte une bataille décisive sur son frère et le capture (Robert restera emprisonné jusqu'à sa mort en 1134). Henri Ier réunit le duché de Normandie à la couronne d'Angleterre.
- 1119 - Louis VI, roi de France, voulait donner la Normandie à Guillaume Cliton, fils de Robert Courteheuse ; au détriment de son oncle Henri Ier d'Angleterre. Cette année-là, quand il envahit la Normandie, « il vint en personne assiéger le château de Dangu. Le châtelain Robert [de Dangu] se défendit vigoureusement et mis le feu au château avant de se retirer sur Gisors. »[19].
- 20 août 1119 - défaite de Louis VI, roi de France face à Henri Ier d'Angleterre à la bataille de Brémule.
- 1131 - Louis VII, dit le Jeune, fils de Louis VI, est sacré roi avant la mort de son père.
- 1135 - Henri Ier meurt en décembre 1135 à Lyons-la-Forêt. Sa fille unique, Mathilde l'Emperesse est logiquement héritière du duché. Veuve de l'empereur germanique Henri V du Saint-Empire, elle s'est remariée avec le comte d'Anjou Geoffroy Plantagenêt. Mais Étienne d'Angleterre (Étienne de Blois), le cousin germain de Mathilde, lui conteste ce droit et se fait couronner roi d'Angleterre. S'ensuit une guerre qui durera jusqu'en 1144 ; guerre dans laquelle le roi de France Louis VII appuie le couple Plantagenêt.
- 1144 - Geoffroy Plantagenêt a repris la couronne d'Angleterre et le duché de Normandie. En remerciement pour son soutien, il offre à Louis VII une partie du Vexin normand - si convoité par les rois de France - dont les places fortes de Gisors, Dangu (deuxième château), Neaufles-Saint-Martin, Gamaches, Etrépagny, Hacqueville, Châteauneuf, Baudemont et Noyon-sur-Andelle.
- 1158 - Henri II Plantagenêt, fils de Geoffroy et Mathilde, rencontre Louis VII à Gisors pour signer un traité de paix historique, le traité de Gisors. Au château d'Heudicourt, ils concluent un mariage entre leurs héritiers respectifs, Marguerite de France et Henri le Jeune âgés respectivement de deux et trois ans… La dot de Marguerite comprend le Vexin normand, permettant ainsi au roi d'Angleterre de récupérer le cadeau de son père à Louis VII. Les châteaux du Vexin apportés en dot sont remis en gage de paix à la garde de trois templiers : Robert de Pirou, Tostes de Saint-Omer et Richard de Hastings. Ces derniers s'installent au château de Gisors pour veiller au respect du traité.
- 1160 - Dès 1159, Henri II d'Angleterre entre en conflit armé avec Louis VII et pénètre dans le pays de Gisors. En 1160, un nouveau traité est donc signé entre les deux rois. Il précise que le Vexin normand reste propriété du roi de France jusqu'au mariage de sa fille Marguerite avec Henri le Jeune. Henri II d'Angleterre obtenant une dispense papale, le mariage a lieu au Neubourg cette même année, et Henri II se fait remettre la dot par les trois templiers qui quittent alors Gisors et le Vexin normand. Henri II fait alors « relever de ses ruines le château de Dangu »[20].
- 1170 - Henri le Jeune est couronné roi d’Angleterre, avant la mort de son père. Il est ainsi dénommé pour le différencier de son père, puisqu’il ne règne pas encore.
- 1173-1182 - Richard Cœur de Lion, comme les autres enfants légitimes d’Henri II, se révolte contre son père. Déjà dotés de fiefs par leur père, les frères espéraient le remplacer effectivement au pouvoir. En 1174, Richard renouvelle ses vœux de soumission à son père puis il part dans son fief mater les nobles mécontents d’Aquitaine. En 1180, à la mort de Louis VII, son fils Philippe Auguste devient roi de France.
- 1183 - Henri le Jeune meurt. Richard Cœur de Lion est alors considéré, quoique pas officiellement proclamé, héritier des trônes d’Angleterre, Normandie et Anjou.
- 1184 - «Henri II d'Angleterre répare le château de Dangu »[22]. Cette date est sujette à caution, car on peut par ailleurs lire qu'«en 1182, Henri II dépensa 208 l. 10 s., pour refaire une tour du château, réparer les murs, le pont-levis et les portes ; 29 boucliers furent distribués dans les forteresses de Gisors, Neaufles, Château-sur-Epte et Dangu qui étaient confiés à la garde de Guillaume de Mainneville, comte d'Essex et d'Aumale »[23]
- 1188 - Henri II d'Angleterre projette de faire de son autre fils Jean sans Terre - le futur Roi d’Angleterre - l’héritier de la couronne d’Aquitaine. Pour s’y opposer, Richard s’allie avec le roi de France Philippe Auguste, en échange de sa reconnaissance de vassalité pour la Normandie et l’Anjou, et lui rend hommage en novembre 1188. C'est aussi l'année de départ de la troisième croisade.
- 1189 - le 4 juillet 1189, Henri II d'Angleterre est défait à Azay-le-Rideau par son fils Richard Cœur de Lion et Philippe Auguste, roi de France… Traité d'Azay-le-Rideau : Henri II d'Angleterre doit reconnaître son fils Richard comme seul héritier. Le 20 juillet 1189, Richard est sacré duc de Normandie à Rouen. Le 3 septembre 1189, il est couronné roi d'Angleterre à Westminster.
- 1190 : Richard Cœur de Lion et Philippe Auguste embarquent ensemble pour la troisième croisade vers la fin de l'été 1190.
- 1191 à 1194 - La croisade ne fait que commencer, mais la délicate succession flamande fait revenir Philippe Auguste en France (il rentre à Paris le 27 décembre 1191). Richard Cœur de Lion poursuit victorieusement la croisade et ne rembarque qu'au mois d'octobre 1192. Pris dans une tempête, il s'échoue et est capturé. Il est remis entre les mains de l'empereur germanique Henri VI, son ennemi, qui demande une rançon de 150 000 marcs d'argent.

Philippe Auguste profite de la situation pour négocier avec Jean sans Terre, le frère cadet de Richard, qui n'est pas pressé de voir ce dernier revenir (espérant récupérer la couronne anglaise grâce au soutien de Philippe, il lui prêtera hommage en 1194).

« Le lundi 12 avril 1193, […] Philippe Auguste vint prendre position avec des forces considérables, sous les murs de Gisors, du côté de Trie. Gisors et son château reconnaissaient alors pour commandant en chef Gilbert, seigneur de Wascoeuil, en qui le roi d’Angleterre avait toute confiance. […] Quand la nouvelle de l’emprisonnement de Richard fut parvenue sur les bords de l’Epte, le sire de Wascoeuil fit proposer à Philippe-Auguste de lui livrer Gisors et ses dépendances, moyennant un prix dont on ignore aujourd’hui et la quotité et même la nature. […] Le château de Neaufle et tout le Vexin normand passèrent également sous domination française ».
- 1194 - Richard Cœur de Lion est libéré en février 1194 contre un premier versement de cent mille marcs d’argent que sa mère, Aliénor d'Aquitaine, réussit à rassembler péniblement. Il part en Angleterre, pardonne son frère et récupère son trône. Dès mai 1194, il repart en Normandie combattre Philippe Auguste.
- 1194 à 1199 - Durant plusieurs années de guerre, Richard Cœur de Lion parvient à redresser la situation et à défendre efficacement la Normandie contre Philippe-Auguste. Dangu est au cœur de nombreux conflits :
  - « Plusieurs épisodes considérables des guerres de Philippe-Auguste et de Richard Cœur de Lion se passèrent sous les murs de Dangu. La prise de Dangu, en 1196, par Philippe-Auguste ; la réddition de Dangu à Richard par Guillaume Crespin, en 1197 ; la seconde prise de Dangu par Philippe-Auguste ; la capitulation de la garnison française après la bataille de Courcelles, et la rentrée de Richard dans Dangu ; la troisième prise de Dangu par Philippe Auguste, tels sont les principaux événements dont Dangu fut le théâtre de 1196 à la paix de 1199 »[19].
  - « Vers la fin de septembre 1198, Richard s’étant emparé des châteaux de Gamaches et de Dangu, établit son quartier général dans cette dernière place. Le dimanche, 27 du même mois, il traversa l’Epte et se rendit devant le château de Courcelles, dont il somma Robert, commandant de cette forteresse, de lui ouvrir les portes. Sur le refus de celui-ci, il ordonna l’assaut, et la place, bien que défendue avec vigueur, fut emportée de vive force et livrée aux flammes. Le vainqueur mena ensuite ses troupes contre le château de Bouri, dont il s’empara également, et le soir il revint, chargé de butin, à Dangu.»[17]
  - En 1199, Philippe Auguste reprend le château de Dangu. « Il accorda, pour une rançon de cinquante marcs d'argent la vie et les membres, ainsi que la possession de leurs chevaux et de leurs armes, aux chevaliers qui se trouvaient dans la forteresse : il y mit garnison et la fortifia.»[25]. « Dès lors, la place perdit son intérêt par l'absorption de la Normandie par le Capétien. Mais ce fut l'une des plus disputées de la frontière de l'Epte»[22].

### XIIIeet début duXIVesiècle
1200 à 1337 – À la suite de la paix signée entre Philippe Auguste et Richard Cœur de Lion, un calme relatif s’installe le long de l’Epte jusqu’au début de la guerre de Cent Ans (1337-1453). Pendant que Richard fait bâtir au-dessus de la ville des Andelys l'énorme Château-Gaillard pour fermer l'accès à la capitale normande et suppléer à tous les châteaux perdus de la vallée de l'Epte ; Philippe-Auguste fit ajouter l'une de ces grosses tours rondes (tour du Prisonnier) au château de Gisors qui perdit alors son rôle militaire et devint une prison royale.
1325 - Fondation de la chapelle Saint-Jean (référence ?).
« Vers le milieu du treizième siècle, il n'y avait à Dangu qu'une seule cure et une seule église ; Jean Crespin, au commencement du quatorzième siècle, en fit construire une autre, qui fut dédiée par l’évêque de Bethléem, et placée sous l'invocation de saint Jean ; on y voyait autrefois le tombeau de Pierre de Ferrières, qui fut détruit au moment de la Révolution, ainsi que l'église de Saint-Aubin, qui remontait au dixième siècle ».

### XIVe–XVesiècle: guerre de Cent Ans
- 1337 – 1453 - La guerre de Cent Ans couvre la période de 116 ans pendant laquelle s'affrontent la France et l'Angleterre lors de nombreux conflits, entrecoupés de trêves plus ou moins longues. On retrouve quelques mentions de Dangu lors de cette période.
- vers 1350 - « Au milieu du XIVe siècle, craignant les attaques des Anglais, Jacques de Bourbon remit son château [de Dangu] en état. Il fit construire la tour Bourbon, qui terminait au sud-ouest les corps de logis du château et renfermait le beffroi des heures et le cabinet des archives »[19].
- « Les Anglais s'emparèrent du château de Dangu pendant la guerre de Cent Ans »[19].
- 1er février 1419 - « Durant la guerre de Cent Ans, la Normandie était anglaise. Les seigneurs normands devaient se plier à leurs volontés, et servir pour le roi d'Angleterre. Certains acceptèrent de plein gré, d'autres forcés. Ceux qui ne voulurent pas se virent dépossédés de leurs terres et prérogatives. Le roi Henri V d'Angleterre distribue des biens confisqués aux seigneurs normands, à des nobles anglais ou normands qui les avaient ralliés. La redevance demandée […] était ridicule et dérisoire, et cela ne fit qu'augmenter les ressentiments pour les occupants anglais en Normandie.
Richard Wideville le 1er février 1419 : Henry V lui donne les terres de Préaulx[réf. nécessaire], Dangu et Nauville[Quoi ?], à la charge de payer un cor de chasse, à Rouen. »[26].
- 18 décembre 1439 – « On avertit les capitaines de Mante et Creilg de venir servir le roy au secours et recouvrance de la place de Dangu »[27].
Ce fait consigné dans l'une des notes de la chambre des comptes aux archives de Rouen est très intéressant. Charles VII était roi de France à cette date, et remportait depuis quelques années nombre de victoires décisives sur les Anglais. Si on en croit le vicomte d'Arlincourt, Charles VII en personne se serait déplacé en personne à Dangu pendant la guerre de Cent Ans : « Quatre rois combattirent sous les murs assiégés de Dangu, à différentes époques : Louis VI, Philippe-Auguste, Richard Cœur de Lion et Charles VII »[28]. Est-ce vraiment le cas à cette date, ou a-t-on demandé aux capitaines de Mantes et de Creil de se rendre à Dangu pour libérer le château au nom de Charles VII ?
- 27 août 1449 - Guillaume Chenu, capitaine de Pontoise, libère Dangu des Anglais au nom du roi de France Charles VII.
- « En 1449, le château de Dangu était sans garnison ; Guillaume Chenu, gouverneur de Pontoise, repris sans coup férir le château de Dangu ; la garnison anglaise obtint de se retirer librement »[19].
- Jean Chartier, probablement né au début du XVe siècle à Bayeux, écrit à propos de cet événement[29]: « Chapitre 186 – De la reddiction du chastel de Dangu au roy de France. Ledit jour de samedy, oudit an [samedi 27 août 1449], Guillaume Chenu, cappitaine de Pontoise, avec un certain nombre de gens de guerre, alla courir devant le chastel de Dangu, et là somma, au nom du roy, devant le portail dudit chastel, le cappitaine, nommé Portingal, qui dedens estoit pour les Anglois, de rendre ladite place en l'obéissance du roy. À quoy ce cappitaine, oyant nouvelles de jour en jour comment tout le pays se rendoit au roy et la recognoissance que faisoient tous les habitans d'iceluy pays au roy comme à leur souverain seigneur, désirant à leur exemple et voulant aussi luy obéir, et sachant de vray luy estre impossible de résister au roy, ni à sa puissance, fit composicion avec ledit Chenu parmy rendant ladite place, c'est à sçavoir, que ledit cappitaine et ses compaignons gens de guerre s'en iroient francs et quictes tous leurs biens où bon leur sembleroit. Et ainsi s'en départirent, en mectant ladite place ès mains dudit Chenu pour le roy. Lequel Chenu leur promit qu'il ne feroit ou porchasseraoit aucun dommage ès corps ne ès biens à aucun de tous les gens retirez dans ce lieu. Et pource que lesdits Angloys ne pouvoient pas bien emporter leurs biens, ils en vendirent et débitèrent partie sur le lieu, à qui les voulut acheter, selon qu'il leur estoit permis. Et partant demoura ce chastel en l'obéissance du roy, lequel y commit et ordonna un cappitaine pour la garde d'iceluy ».
- « La famille de Ferrières (voir le cheminement généalogique à l'article Thury) rentra en possession de la baronnie de Dangu aussitôt que les Anglais en eurent été chassés, le roi Charles VII la rendit à Jean de Ferrières, fils de Gauvin. Guillaume de Ferrières succéda à son père, en 1454.
Il épousa Jacqueline du Fayel vicomtesse de Breteuil, dont il eut entre autres enfants Pierre de Ferrières, deuxième du nom ; ce fut ce dernier qui, au commencement du seizième siècle, fit construire le château actuel »[20] (second château qui n'existe plus à ce jour).
- 1490 – Fondation de la chapelle Notre-Dame-de-la-Motte (tombeaux détruits à la Révolution).

On prétend que « a chapelle de Notre-Dame de la Motte, ou de Recouvrance, placée dans le parc du château […] fut bâtie par Guillaume de Ferrières, pour accomplir un vœu qu'il avait fait à la Sainte Vierge, dans un grand danger.
Voici ce que la tradition et Bérée de Courpont racontent : "Un jour que le seigneur de Ferrières se promenait, chevauchant devant son château, il rencontra une très jolie fille qui gardait des dindons, à laquelle il fit des propositions déshonnêtes, qu'elle repoussa brutalement ; le comte, outré, voulut avancer sur elle ; mais elle frappa le cheval avec la gaule qui lui servait à chasser les dindons, et le força à s'éloigner.
Le seigneur, rentré au château, fit lâcher sa meute sur cette jeune fille, qui fut déchirée vivante et dévorée.
L'année suivante, jour pour jour, Guillaume de Ferrières passait à cheval à l'endroit même où la scène dont nous venons de parler avait eu lieu ; tout à coup son cheval s'emporte, le jette à terre et le traîne, le pied pris dans l'étrier, jusqu'à environ deux cent cinquante pas de là ; dans ce danger extrême, le comte fit vœu de bâtir une chapelle à la sainte Vierge, à l'endroit où son cheval s'arrêterait. Le cheval s'arrêta ou fut arrêté, à l'endroit où est aujourd'hui la chapelle de la Motte ; 
Guillaume de Ferrières y fut inhumé et elle sert aujourd'hui de sépulture à la famille Lagrange ».
On notera que cette histoire est souvent rapportée, mais qu'au moins un détail historique est incohérent…
En 1490, deux ans avant la découverte de l'Amérique par Christophe Colomb, donc il est impossible que la jeune fille en question eût été gardienne de dindons…

### XVIesiècle
- Françoise de Ferrières, sœur de Pierre II de Ferrières ; « dame et héritière de Dangu, épousa, vers 1500, Ferry d'Aumont, seigneur d'Aumont et de Méru. De ce mariage naquit Louise d'Aumont, qui céda Dangu, par échange, au connétable-duc Anne de Montmorency, aux termes de deux contrats des 14 octobre et 27 novembre 1554, à la charge de droits envers la duchesse de Férare, comtesse de Gisors »[20].
- « En 1567, le donjon du château de Dangu fut abattu »[22]. À ce propos, on peut lire qu'«à la mort du connétable de Montmorency, la terre de Dangu passa à Guillaume, seigneur de Thoré, son cinquième fils, qui fit abattre le donjon, niveler les fossés, démolir les murs d'enceinte, et percer de larges fenêtres. Le château ne se composa plus que d'un grand corps de logis, ayant la forme d'un immense fer à cheval, terminé par une tour à chaque bout, et ayant au centre une tour carrée qui servait d'entrée »[20].
- En 1590, le château de Dangu fut attaqué, le village pillé et incendié. Deux citations au moins appuient ce fait, mais le commanditaire de l'attaque reste incertain :

- « En 1590, le duc de Maine envoya de Gisors des troupes qui battirent le château [de Dangu] avec deux pièces d’artillerie ; il fut pillé et incendié».
- « En 1590, le duc de Mayenne, qui tenait Gisors, envoya des troupes, sous le commandement du baron de Contenant, pour s'emparer de Dangu. Deux pièces d'artillerie furent mises en batterie, et eurent bientôt fait une brèche au château, qui fut pris d'assaut ; les ligueurs ne se retirèrent qu'après avoir pillé le village et y avoir mis le feu ».

### XVIIesiècle
- En 1597, Madeleine de Montmorency-Thoré épousa Henri duc de Piney-Luxembourg, auquel elle apporta en dot la terre de Dangu. « De ce mariage naquirent deux filles, Marguerite et Marie, qui, en 1641, échangèrent la seigneurie de Dangu contre la principauté de Mortagne en Saintonge, appartenant à François Sublet, seigneur de Noyers, surintendant des bâtiments royaux, et secrétaire d’État. C'est lui qui fit achever le Louvre, où il installa l'imprimerie royale. Il aimait beaucoup Dangu, qu'il se plut à embellir. Il fit jeter un pont en pierre sur l'Epte, fit paver la rue qui sépare les deux anciennes paroisses de Saint-Aubin et de Saint-Jean. Après la mort de Richelieu, qui avait été son protecteur, François Sublet tomba en disgrâce, et se retira à Dangu, où il mourut après avoir fondé le couvent des Carmélites à Gisors, le 28 octobre 1645 »[20].
- 1641 - « Sublet, seigneur de Noyers, acquit Dangu en 1641, embellit et orna le château.»[19]. Charles Errard décore le château (second château qui n'existe plus aujourd'hui).
- « Un arrêt du parlement de Rouen, du 16 juin 1663, annula l'échange fait entre Mesdames de Montmorency-Luxembourg et François Sublet, et ordonna la restitution de la terre de Dangu à François-Henri de Montmorency dit le maréchal de Luxembourg, qui avait intenté contre Guillaume Sublet, fils de François, l'action de clameur lignagère »[20].
- « On assure que la veuve de Henri II de Montmorency, qui fut décapité à Toulouse, sous le ministère du cardinal de Richelieu, se retira à Dangu, où elle vécut dans la retraite, et porta le deuil toute sa vie. On ajoute que Louis XIII, lui ayant écrit pour lui annoncer qu'il irait lui rendre visite, en compagnie de son ministre, elle fit la réponse suivante : "Le roi sera reçu à Dangu avec tous les honneurs dus à la majesté d'un roi de France ; mais quant au cardinal, je ferai placer sous le pont-levis douze barils de poudre, auxquels je ferai mettre le feu quand il passera, afin de l'envoyer au ciel, où il devrait être depuis longtemps." Le roi vint seul à Dangu »[20].

### XVIIIesiècle
- « À la mort de François-Henri de Montmorency-Luxembourg, arrivée à Versailles, en 1695, la seigneurie de Dangu passa à son fils Charles-François-Frédéric, qui la vendit, le 7 juin 1714, à Louis-Guillaume Jubert de Bouville marquis de Bizy et de Panilleuse, seigneur de St-Martin, † 1741, intendant d'Orléans puis conseiller d’État, qui lui-même la laissa à son fils André († 1742 au château de Dangu) puis à son petit-fils Nicolas-Louis marquis de Bouville (marquisat érigé en 1764 à Brécourt, Douains), neveu du vicomte de Bouville. [...] La famille de Bouville ne conserva qu'un temps cette seigneurie, car elle fut vendue le 31 août 1781, avec les terres de Gisancourt, Montbine, Beausséré et autres lieux, à M. Louis-Auguste Letonnelier, baron de Breteuil, alors ambassadeur de France à Vienne »[20].
- C'est M. Louis-Auguste Letonnelier, baron de Breteuil, « qui mit de niveau les divers bâtiments qui formaient le fer à cheval. Il restaura et embellit à grands frais le château, les jardins et le parc, qu'il fit entourer de murs; il fit construire l'aqueduc de Vesly au château, ainsi que le chemin qui, de Dangu, va s'embrancher au Mont de Magny, sur la route de Gisors à Paris, appelée aujourd'hui route du Baron, en mémoire de son fondateur. »[20].
- « Les travaux les plus considérables [sur le château de Dangu] furent exécutés par le baron de Breteuil à la fin du XVIIIe siècle. Il mit de niveau les différents bâtiments qui formaient le fer à cheval et fit abattre la partie de la muraille fortifiée qui, vers le Nord-Ouest, fermait le château, et la convertit en un mur à hauteur d’appui.»[19]
- « M. de Breteuil, auquel le roi avait accordé le droit de battre monnaie, avait installé un atelier de monnayage dans les caves et dépendances de son château ; et, il y a quelques années [en 1867], on en voyait encore les traces »[20].
- « Lorsque la révolution éclata, M. de Breteuil fut forcé d'émigrer, et il ne dut son salut qu'à un habitant de Beausséré, nommé Pierre Prarière, qui vint, au milieu de la nuit, le prévenir qu'il allait être arrêté ; il se hâta de fuir, et, à peine avait-il quitté son château, qu'une troupe de forcenés y pénétrait et le mettait au pillage »[20].
- « La terre de Dangu fut confisquée en 1792 et déclarée propriété nationale; pendant plusieurs années, le château servit de prison à des soldats anglais, qui achevèrent de le dévaster; ils arrachèrent les lambris pour les brûler, et descellèrent les plombs et ferrailles pour les vendre »[20].

### XIXesiècle
- « En 1802 le marquis de Talhouët reçut la propriété de Dangu en compensation de ses biens que l'État avait fait vendre parce qu'à tort il avait été considéré comme émigré. Lorsque M. de Breteuil rentra en France, M. de Talhouët, mu par un sentiment de délicatesse fort honorable, lui remit, de son propre mouvement, une somme assez importante pour l'indemniser de la perte de sa propriété »[20].
- « À la mort de M. de Talhouët, la terre de Dangu fut attribuée en partage en 1810 à sa fille la comtesse Joseph de Lagrange. En 1849, ses enfants ayant procédé au partage de ses biens, le château et le domaine échurent à Joseph Barthélemy Frédéric, comte de Lagrange, officier de la Légion d'honneur, membre du conseil général de l'Eure pour le canton de Gisors, député du Gers, l'éleveur intelligent et habile qui est à la tête du sport français »[20] [citation de 1867].
- « Depuis [le XVIIIe s], M. de Lagrange a embelli le château et les jardins ; il ne reste presque plus de vestiges de l'ancien manoir féodal.»[19]
- En 1876 il est restauré par l'architecte Lambert; en 1884, le duc Pozzo di Borgo acquiert le domaine, qui comprend des parties fortifiées anciennes et un édifice médiéval dit "ancien château" (second château).
- L’histoire de l'actuel château de Dangu (le troisième) commence... à Saint-Cloud, au XVIIIe siècle. De style néoclassique, il s’appelle alors Montretout. Madame de Pompadour, favorite de Louis XV, le surnomme « Mon Très Tout ». De 1896 à 1899, le duc Pozzo di Borgo le fait déplacer vers son domaine de Dangu[30]. L'architecte Louis Dauvergne remonte et modifie la construction d'origine, désormais appelée "Nouveau Château", rehaussant le comble et ajoutant un étage aux ailes, et le paysagiste Achille Duchêne modifie le parc en créant des alignements en rapport avec la nouvelle construction.

### XXesiècle
- Vers l'aube du 30 août 1944, une poignée de résistants débusquait un important détachement au repos à Dangu, 250 hommes contre 15. L'arrivée des premiers chars anglais vint fort à propos pour prendre en charge les si nombreux prisonniers.
- 2018 - La famille Pozzo di Borgo se sépare du "nouveau château", qui devient la propriété de la famille Laiguillon, tandis que la vente aux enchères publiques de la collection Pozzo di Borgo a lieu le 9 décembre 2018 à Fontainebleau, sous le titre L’Empire à Fontainebleau, souvenirs historiques.

## Politique et administration
| Période                                  | Période                       | Identité                      | Étiquette | Qualité |
| ---------------------------------------- | ----------------------------- | ----------------------------- | --------- | --- |
| Les données manquantes sont à compléter. |                               |                               |           | |
| 1831                                     | 1840                          | Augustin Devé                 |           | |
| 1841                                     | 1848                          | Joseph Barthélemy de Lagrange |           | |
| 1849                                     | 1855                          | Jean Auguste Laumond          |           | |
| 1856                                     | 1860                          | Louis Reverdi                 |           | |
| 1861                                     | 1871                          | Romain Dalleré                |           | |
| 1872                                     | 1873                          | Gabriel Hebert                |           | |
| 1874                                     | 1875                          | Romain Dalleré                |           | |
| 1876                                     | 1884                          | Auguste Guilmin               |           | |
| 1884                                     | 1893                          | Paul Auguste Bourret          |           | |
| 1893                                     | 1919                          | Alexandre Langlois            |           | |
| 1920                                     | 1925                          | Henri Pineau                  |           | |
| 1925                                     | 1945                          | Émile Clovis Ducardonnet      |           | |
| 1946                                     | 1947                          | Eugène Guilbert               |           | |
| 1947                                     | 1959                          | Lucienne Puissant             |           | |
| 1959                                     | 1971                          | Jean Quervet                  |           | |
| 1972                                     | 1973                          | Michel Moya                   |           | |
| 1974                                     | 1983                          | François Chatelard            |           | |
| 1983                                     | 1995                          | Charles Pozzo di Borgo        |           | |
| 1995                                     | avril 2014                    | Émile Bouveret                | SE        | retraité du bâtiment |
| avril 2014                               | En cours (au 15 juillet 2020) | Gilles Delon                  | SE        | Responsable administratif et financier retraité à la confédération générale des planteurs de betteraves Vice-président de la CC du Vexin Normand (2017 → ) Réélu pour lee mandat 2020-2026 |

## Population et société

### Démographie
L'évolution du nombre d'habitants est connue à travers les recensements de la population effectués dans la commune depuis 1793. Pour les communes de moins de 10 000 habitants, une enquête de recensement portant sur toute la population est réalisée tous les cinq ans, les populations de référence des années intermédiaires étant quant à elles estimées par interpolation ou extrapolation. Pour la commune, le premier recensement exhaustif entrant dans le cadre du nouveau dispositif a été réalisé en 2007.

En 2022, la commune comptait 542 habitants, en évolution de −6,39 % par rapport à 2016 (Eure : −0,25 %, France hors Mayotte : +2,11 %).
| 1793 | 1800 | 1806 | 1821 | 1831 | 1836 | 1841 | 1846 | 1851 |
| ---- | ---- | ---- | ---- | ---- | ---- | ---- | ---- | ---- |
| 528  | 517  | 498  | 567  | 552  | 653  | 613  | 571  | 631  |

| 1856 | 1861 | 1866 | 1872 | 1876 | 1881 | 1886 | 1891 | 1896 |
| ---- | ---- | ---- | ---- | ---- | ---- | ---- | ---- | ---- |
| 597  | 586  | 538  | 471  | 436  | 547  | 476  | 428  | 450  |

| 1901 | 1906 | 1911 | 1921 | 1926 | 1931 | 1936 | 1946 | 1954 |
| ---- | ---- | ---- | ---- | ---- | ---- | ---- | ---- | ---- |
| 417  | 458  | 442  | 411  | 401  | 413  | 368  | 385  | 390  |

| 1962 | 1968 | 1975 | 1982 | 1990 | 1999 | 2006 | 2007 | 2012 |
| ---- | ---- | ---- | ---- | ---- | ---- | ---- | ---- | ---- |
| 412  | 394  | 519  | 515  | 610  | 589  | 578  | 576  | 608  |

| 2017 | 2022 | - | - | - | - | - | - | - |
| ---- | ---- | - | - | - | - | - | - | - |
| 573  | 542  | - | - | - | - | - | - | - |

### Manifestations culturelles et festivités
- Foire-à-tout : le premier week-end de mai.
- Fête communale : le premier dimanche suivant le 24 juin.
- Pèlerinage de Notre-Dame-de-Recouvrance : le 8 septembre.
- Salles pour séminaires au château de Dangu et à la « Maison du Village ».
- Pêche, chasse, baignades, club nautique.
- Camping-caravaning municipal.

## Économie

### Ressources et productions
Pâturages, céréales, lin, betterave, fourrage, pommes de terre, entreprise "Forges de Trie-Château".

## Culture locale et patrimoine

### Lieux et monuments
- Vestiges du château du XIIe siècle renforcé au XVe siècle[38], et modernisé au XIXe siècle. Du château féodal, il subsiste trois tours et des pans de murailles[39].
- Château de Montretout[40](du XVIIIe siècle), transporté de Saint-Cloud à Dangu,  Inscrit MH (2005) au titre des monuments historiques[41] ; restes des châteaux antérieurs (motte) : ancien château, perspectives nord-sud et ouest. Parc[42],[43].
- Anciennes maisons du XVIe siècle[44],[45].
- Église Saint-Jean-Baptiste d'origine romane  Classé MH (1913) au titre des Monuments historiques[46] : nef du XIIe siècle remaniée au XVIe siècle, chevet du XIIIe siècle, chœur voûté au XIIIe siècle, clocher, porche à arcades reposant sur des colonnes doriques du XVIe siècle, chapelle sud 1589 à trois absides (vitrail), crypte, statues d'apôtres des XVIe et XVIIe siècles, boiseries du XVIIIe siècle, bas-relief du XVIIIe siècle, tabernacle du XVIIe siècle, cénotaphe du XIXe siècle.
- Chapelle Notre-Dame-de-Recouvrance.

### Patrimoine culturel

#### LeRoman de Renart
« Le Roman de Renart est un recueil de récits médiévaux français des XIIe et XIIIe siècles ayant pour héros des animaux agissant comme des humains. Ce n'est pas un roman à proprement parler, mais un ensemble disparate de récits en octosyllabes de diverses longueurs et composés par différents auteurs, appelés dès le Moyen Âge « branches » ; on en dénombre 25 à 27 de 300 à 3 000 vers, soit quelque 25 000 vers. La branche I, la plus ancienne (v. 1170) est attribuée à Pierre de Saint-Cloud. Dès le XIIIe siècle, les branches sont regroupées en recueils, apportant une certaine unité. ».
Dans ce recueil, on retrouve un poème comique, « De Renart et de Piaudoué ». Il s’agit d’une tenson (forme de chanson des troubadours) entre un ménestrel, Renart, et un clerc, Piaudoué (qui, d’ailleurs, pourrait bien être Piau d’oue, c’est-à-dire « peau d’oie »).
Ce poème est parfois attribué à Je(h)an Renart en personne (XII - XIIIe siècle) ; Jean Renart qui pourrait être le pseudonyme littéraire de l’évêque de Liège, Hugues de Pierrepoint (1200-1229). D'autres considèrent que son auteur est incertain. Toutefois, on a au moins la certitude que l’action se déroule dans l’ancienne province de l’Île de France du fait des noms de lieu cités (Dammartin, Laon, Mantes, Nogent, Senlis, etc.).
Renart, j’ai un livre vécu

De tes ancisseurs et léu

Du père ta mère Gascot

Qui se combati à dant Gu ;

Si trestost comme il fu vaincu

On li fist dire le mal mot ;

Proière puis mestier n’i ot, 

Qu’il fut pendus à un seul mot

Au saint où il vouez se fu.

De combatre se tint por sot, 

Qu’au darrenier sa goule sot

Combien son cul pesant li fu.
— De Renart et de Piaudoué, page 45, vers 157-168
.
En 1887, la Société royale des antiquaires de France suggère que « peut-être faudrait-il lire Dant Gu pour Dangu, commune normande voisine de Gisors où, quelque combat judiciaire aurait eu lieu. D’un autre côté, Dant Gu, le Seigneur de Gu, porterait un nom bien extraordinaire. Il faut pourtant accepter Gu pour le vainqueur, ou Dangu pour le lieu de combat. ».
En 1935, Rita Lejeune reprend cette hypothèse : « « se combattre à Dant Gu » devait être une expression proverbiale. Dangu, on le sait, joua un rôle important dans la conquête de Normandie par Philippe-Auguste ; il fut le théâtre de plusieurs batailles. ».

### Patrimoine naturel
- Vallée de l'Epte.
- Étang de l'Aulnay.

### Personnalités liées à la commune
- Jean Crespin du Bec (XIIIe siècle), seigneur de Dangu.
- Charles Ferron de La Ferronnays (1805-1863), député du Gers en 1847-1848, propriétaire du château[Lequel ?].
- Comte Frédéric Lagrange (1815-1883), né à Dangu, il fut député du Gers puis sénateur du Second Empire.
- Bertha Galeron de Calonne (1859-1936) poétesse inhumée à Dangu.
- Famille Pozzo di Borgo avait le château de Dangu.
- Les Rolling Stones y ont résidé[Quand ?] lors d'une tournée européenne (au chateau)[réf. nécessaire].
- Les 2 membres d'Eurythmics se sont également mariés au chateau[réf. nécessaire].